# Private lease
Private lease (privé lease) is een vorm van verhuur gericht op particulieren. Met private lease kan de afnemer tegen een (grotendeels) vaststaand maandelijks tarief gedurende een vooraf afgesproken periode over het geleasete goed beschikken, maar het blijft gedurende en na de leaseperiode eigendom van de leasemaatschappij. Doorgaans is het leasetarief inclusief verzekeringen, belastingen en onderhoud.
Private lease valt onder operationele leasing: de afnemer krijgt gedurende een bepaalde periode het gebruiksrecht, maar het risico over de restwaarde ligt bij de leasemaatschappij. Er zijn ook aanbieders van ‘private leaseovereenkomsten’ waarbij het eigendomsrecht na afloop van de overeenkomst over gaat naar de afnemer. Dit is in feite een vorm van financiering (huurkoop) en geen private lease.
Private lease komt veruit het meeste voor op de markt voor personenauto’s, zodat met deze term meestal impliciet wordt gedoeld op het particulier leasen van een auto. Er bestaan echter ook voor andere goederen, zoals fietsen en scooters, aanbieders van private leaseovereenkomsten.

## Verschillen private lease met huren, huurkoop en zakelijke lease (auto)
Onderstaande verschillen zijn gebaseerd op auto's, maar zijn voor het grootste deel ook van toepassing op andere goederen.

### Huurauto
Het voornaamste verschil tussen een huurauto en een private leaseauto is de duur van de overeenkomst. Autoverhuur is doorgaans bestemd voor een kortere gebruiksperiode, terwijl private leaseovereenkomsten een looptijd hebben van minimaal 1 tot meestal 4 (48 maanden) of 5 jaar (60 maanden). Dit zorgt voor verschillen in de prijsopbouw, net zoals de keuzemogelijkheden voor het voertuig, de staat/leeftijd van het voertuig, aanpassingsmogelijkheden naar persoonlijke voorkeuren, gevolgen voor de leencapaciteit en het gevoel van eigendom.
Voor het overige vertonen autoverhuur en private lease veel overeenkomsten, zoals inbegrip van belastingen en onderhoud bij de huur/leaseprijs. Als je tarieven bijvoorbeeld vergelijkt op maandbasis, dan zijn de tarieven voor een huurauto hoger dan bij private lease.

### Huurkoop (financiële lease)
Private lease is niet te verwarren met huurkoop, dat soms ten onrechte wordt aangeboden als private lease. In tegenstelling tot private lease (een vorm van operationele lease), is er bij huurkoop sprake van financiering. Dit houdt in dat de afnemer na afloop van het huurkoopcontract eigenaar wordt van het geleasete goed. Daarbij is de afnemer zelf verantwoordelijk voor het restwaarderisico en alle bijkomende zaken (onderhoud, verzekering, belasting) en deze kosten zijn dus niet inbegrepen bij de maandtermijn. De uiteindelijke overdracht van de eigendom vertaalt zich in de betaling van een slottermijn. Een alternatief voor deze vorm van koop is het afsluiten van een persoonlijke lening voor de aanschaf. Hiermee gaat het eigendom direct over naar de koper. 

### Zakelijke lease
Zakelijke lease is in beginsel bestemd voor goederen die voor zakelijke doeleinden worden gebruikt. In het geval van auto’s wordt hieronder onder meer auto’s die door de werkgever worden aangeboden in verband met arbeidsvoorwaardelijke afspraken verstaan. Voor het leasevoertuig wordt dan een zakelijk contract gesloten tussen de werkgever en de autoleasemaatschappij. De voornaamste verschillen tussen private lease en zakelijke lease zijn hierdoor fiscaal van aard.
Bij zakelijke lease is de BTW meestal aftrekbaar. Wanneer met het voertuig meer dan 500 km per jaar gereden worden voor privédoeleinden, dan geldt dit voor de fiscus als een vorm van inkomen. Er wordt dan een percentage van de catalogusprijs (nieuwprijs ten tijde van uitgifte van het kenteken) van het voertuig bij het belastbaar inkomen opgeteld: de bijtelling. De hoogte van de bijtelling hangt af van de uitstoot van het voertuig. Voor auto’s en bestelwagens die bij gebruik geen CO2 uitstoten (volledig elektrisch of waterstof), waarvoor het leasecontract wordt gesloten in 2021, geldt een percentage van 12% (voor de eerste €40.000 van de cataloguswaarde), voor de rest geldt een percentage van 22%. Beide percentages blijven 60 maanden (5 jaar) geldig na de datum van eerste registratie. Alleen als met een rittenregistratie aangetoond kan worden dat het voertuig nauwelijks privé wordt gebruikt, is er geen sprake van bijtelling.
Bij private lease moet wel BTW worden betaald, maar is er geen sprake van bijtelling. Wel kunnen ZZP’ers voor iedere zakelijk gereden kilometer € 0,19 aftrekken van de winst die wordt aangegeven bij de belastingdienst. Ook mag de BTW voor gebruiks- en onderhoudskosten die niet inbegrepen zijn bij de leasekosten worden afgetrokken voor zakelijke opdrachten, mits aantoonbaar met een rittenadministratie.

## Private leasecontracten op automarkt
Het maandelijks te betalen tarief van een private leaseovereenkomst wordt hoofdzakelijk gebaseerd op de looptijd van de overeenkomst, het jaarkilometrage en de aanschafwaarde van de auto. Doorgaans zijn de maandelijkse kosten lager naarmate de looptijd van de overeenkomst langer is.
In het leasecontract wordt een maximaal aantal kilometers per jaar overeengekomen. Hoe hoger dit maximum, hoe hoger het maandtarief. Als het afgesproken aantal kilometers wordt overschreden, wordt voor deze ‘meerkilometers’ bijbetaald. Deze verrekening is jaarlijks. Als over de gehele looptijd van het contract het aantal jaarlijkse kilometers gemiddeld niet is overschreden, zal het extra betaalde bedrag worden teruggegeven. Sommige leasemaatschappijen doen een teruggave voor het aantal kilometers dat minder is gereden dan het toegestane aantal.
De exacte voorwaarden en beperkingen verschillen per leasemaatschappij. Leasemaatschappijen in Nederland die zijn aangesloten bij het Keurmerk Private Lease werken allemaal met dezelfde ‘Algemene voorwaarden Keurmerk Private Lease’ en nemen in ieder geval de volgende kosten voor hun rekening:
- Motorrijtuigenbelasting
- Kosten van reparatie en regulier onderhoud van het voertuig
- Premie voor een WA-verzekering
- (Verzekeringspremie voor) schade aan het voertuig door aanrijding, diefstal en andere plotseling van buiten komende gebeurtenissen (cascoschade)
- Kosten van pechhulp
- Kosten van vervangend vervoer in Nederland tijdens reparatie of onderhoud na 72 uur

Overige kosten, zoals brandstof, parkeren, wassen, updates van het navigatiesysteem, boetes en tolgelden zijn voor rekening van de gebruiker.
Een leasemaatschappij kan bij ingang van de private leaseovereenkomst een waarborgsom vragen. Deze wordt aan het einde van de overeenkomst terugbetaald, mits aan alle overige verplichtingen is voldaan. 

#### Vroegtijdige beëindiging private leasecontract
De voorwaarden en kosten voor vroegtijdige beëindiging van het private leasecontract, verschillen per aanbieder. Aanbieders die bij het Keurmerk Private Lease zijn aangesloten hanteren bijvoorbeeld (na het eerste jaar) een opzegtermijn van 1 maand, waarbinnen ook een opzegvergoeding betaald dient te worden. Deze opzegvergoeding kan op verschillende manieren worden berekend, maar de afnemer mag uiteindelijk in totaal niet meer betaald hebben dan wanneer men in eerste instantie de kortere leaseperiode had afgesproken (met het bijbehorend meestal hogere maandtarief door de kortere looptijd).

### Afwegingen tussen private lease en koop
Of een private leaseovereenkomst voordeliger is dan het kopen van een auto (met geleend of eigen geld) is per situatie en huishouden verschillend. Vanwege de grotere volumes kunnen autoleasemaatschappijen vaak tegen voordeligere tarieven auto’s aanschaffen, verzekeringen afsluiten en afspraken met garages maken. Er spelen echter nog meer factoren een rol, zoals het aantal af te leggen kilometers, voorkeur voor een nieuwe auto of een occasion, risico’s en voordelen behorende bij eigendom (bv. restwaarde), opgebouwde no-claim korting bij de verzekering, voorkeur voor zelf zo min mogelijk uitzoeken/regelen, mogelijke invloed op af te sluiten hypotheek of lening, etc. Rekening houdende met alle factoren kunnen de opties per situatie worden vergeleken.

### Registratie bij het Bureau Krediet Registratie (BKR)
Met een private leasecontract wordt een betalingsverplichting aangegaan voor langere duur. De meeste leasemaatschappijen (waaronder alle bij het Keurmerk Private Lease aangesloten partijen) voeren daarom vooraf een financiële check uit, om er zeker van te zijn dat de afnemer over voldoende financiële draagkracht beschikt en niet in de financiële problemen kan komen. Ook wordt (een deel van) het leasecontract meestal als verplichting geregistreerd bij het Bureau Krediet Registratie (BKR). Het BKR heeft eveneens consumentenbescherming als oogmerk, door te helpen voorkomen dat personen meer lenen dan zij kunnen afbetalen (overcreditering). Deze registratie bij het BKR kan daarom van invloed zijn op de hoogte van (toekomstige) verstrekte leningen, waaronder hypotheken.
De hoogte van het bedrag dat bij het BKR wordt geregistreerd verschilt per leasemaatschappij. De bij het Keurmerk Private Lease aangesloten partijen registeren 65% van het totale leasebedrag (kosten voor o.a. belasting, verzekering en onderhoud worden niet geregistreerd).
Er zijn ook leasemaatschappijen die het private leasecontract niet registreren bij het BKR. Dit kan ervoor zorgen dat verplichtingen niet voor andere partijen zichtbaar zijn en men meer leencapaciteit behoudt, maar daarmee neemt de afnemer ook het risico dat er te hoge financiële verplichtingen worden aangegaan. Een consument doet er dan ook verstandig aan om deze verplichting te melden bij de hypotheekaanvraag. 
Sommige leasemaatschappijen bieden de mogelijkheid om een deel van het leasebedrag vooruit te betalen, bijvoorbeeld met de inruilwaarde van een vorige auto in eigen bezit. Dit verlaagt het bedrag dat bij het BKR wordt geregistreerd en de maandelijkse kosten, waardoor er meer leencapaciteit overblijft.

### Private lease en hypotheek
Een lopend private leasecontract kan van invloed zijn op de maximale hypotheek die bij banken kan worden aangevraagd. Banken berekenen het maximale bedrag dat als hypotheek verstrekt mag worden aan de hand van het inkomen van de aanvrager, bestaande leningen en de geldende norm uit de Gedragscode Hypothecaire Financieringen. Hieruit volgt een maximaal bedrag dat de aanvrager per maand mag gebruiken aan rente en aflossing van de hypotheek, waarmee ook de maximale hoogte van de hypotheek wordt bepaald.
De bank kijkt bij de berekening ook naar geregistreerde verplichtingen in het BKR. Zo wordt 2% van het totale geregistreerde bedrag voor het private leasecontract afgetrokken van het maximaal maandelijks besteedbare bedrag aan hypotheekkosten. Hierdoor daalt ook de maximale hoogte van de hypotheek.
Op reeds eerder afgesloten hypotheken of leningen heeft het afsluiten van een private leasecontract geen effect.

### Private lease en verzekering
Autobezitters bouwen bij hun verzekering meestal schadevrije jaren op (jaren dat geen beroep wordt gedaan op de verzekering). Dit levert een no-claim korting op het verzekeringstarief op, die kan toenemen met een hoger aantal schadevrije jaren. Wanneer er wel schade wordt geclaimd, neemt deze korting weer af. De schadevrije jaren worden bijgehouden in de database Roy-Data.
In het geval van een private leaseauto wordt de verzekering standaard afgesloten door de leasemaatschappij en staat deze dus niet op naam van de bestuurder. De meeste leasemaatschappijen rekenen aan iedere klant hetzelfde tarief, slechts een minderheid houdt rekening met eerder opgebouwde schadevrije jaren. Wanneer er schade wordt gereden gedurende een private leaseperiode kunnen leasemaatschappijen de premie of het eigen risico verhogen. Leasemaatschappijen aangesloten bij het Keurmerk Private Lease verhogen alleen het eigen risico bij meer dan 2 schades binnen 12 maanden.
Gedurende de leaseperiode worden er veelal geen schadevrije jaren opgebouwd bij een verzekeraar. Wel kan na afloop van het leasecontract een schadevrije-jaren-verklaring worden opgevraagd bij de leasemaatschappij, die ingediend kan worden bij het zelf afsluiten van een autoverzekering. Omdat opgebouwde schadevrije jaren bij autoverzekeraars beperkt houdbaar zijn na stopzetting van de verzekering, bestaat de kans dat tijdens langdurige leaseperioden eerder opgebouwde schadevrije jaren verloren gaan. Inmiddels neemt het aantal leasemaatschappijen dat is aangesloten op Roy-Data toe, zodat opgebouwde schadevrije jaren van voor en tijdens de leaseperiode intact blijven. 

## Private lease Nederlandse automarkt
Het aantal private leaseovereenkomsten op de Nederlandse automarkt neemt sinds 2012 jaarlijks toe. In 2020 waren er 214.300 auto’s via deze constructie actief. In 2016 waren dit er nog 64.000. Private lease groeit daarmee harder dan zakelijke lease van auto’s en bestelwagens, hoewel de zakelijke markt vooralsnog het grootst blijft met 724.800 personenauto’s en 206.000 bestelwagens (2020).
Autolease in het algemeen speelt een grote rol op de markt voor nieuwe en elektrische auto’s. In 2020 was 61% van de nieuw gekochte personen- en bestelauto’s een leaseauto. Bovendien stond eind 2020 54% van de elektrische auto’s in Nederland op naam van een leasemaatschappij.
Het merendeel van de afnemers van private leaseauto’s in 2020 was man (64%), en de leeftijdscategorie 36-56 jaar was het meest vertegenwoordigd (43%). De meeste private leaseovereenkomsten hadden betrekking op voertuigen met een aanschafwaarde van minder dan €20.000 (53%). De gemiddelde leeftijd van private leaseauto’s was met 23 maanden het laagst van alle categorieën koop- en leaseauto’s.

### Branche

#### Vereniging van Nederlandse Autoleasemaatschappijen
De leden van de branchevereniging Vereniging van Nederlandse Autoleasemaatschappijen (VNA) beheren gezamenlijk 90% van het wagenpark op de Nederlandse leasemarkt (zowel zakelijke als private lease). De VNA vertegenwoordigt de leden bij overleg met organisaties en overheden en biedt ondersteuning door voorlichting en het delen van informatie. VNA is lid van de Europese koepelorganisatie Leaseurope.

#### Keurmerk Private Lease
Het Keurmerk Private Lease 
wordt beheerd door de onafhankelijke Stichting Keurmerk Private Lease. In Nederland bieden circa 80 leasemaatschappijen private leasecontracten aan met het Keurmerk Private Lease. Vier op de vijf nieuw ingezette private leaseauto’s hebben een contract onder de voorwaarden van het Keurmerk Private Lease.
Het doel van het keurmerk is bescherming van de consument met de volgende 5 zekerheden:
- Eerlijke voorwaarden
- Een compleet product
- Bescherming tegen te hoge financiële lasten
- 14 dagen bedenktijd
- Zekerheid bij klachten